# Chrysosporium lucknowense
Chrysosporium lucknowense är en svampart som beskrevs av Garg 1966. Chrysosporium lucknowense ingår i släktet Chrysosporium och familjen Onygenaceae.   Inga underarter finns listade i Catalogue of Life.